# Kiril Dojčinovski
Kiril Dojčinovski (makedonskou cyrilicí Кирил Дојчиновски; 17. října 1943 Skopje – 10. srpna 2022) byl jugoslávský fotbalista severomakedonské národnosti, obránce. Po skončení aktivní kariéry působil jako trenér.

## Fotbalová kariéra
Začínal v jugoslávské lize v týmu Vardar Skopje. Od roku 1967 hrál za Crvenu zvezdu Bělehrad, se kterou získal čtyři mistrovské tituly a třikrát vyhrál jugoslávský fotbalový pohár. V jugoslávské lize nastoupil ve 296 ligových utkáních a dal 3 góly. Dále hrál ve Francii Ligue 1 za Troyes AC a Ligue 2 za Paris FC. V Ligue 1 nastoupil v 25 utkáních a dal 3 góly. V Poháru mistrů evropských zemí nastoupil v 16 utkáních, v Poháru vítězů pohárů nastoupil ve 2 utkáních a v Poháru UEFA nastoupil v 6 utkáních. Za reprezentaci Jugoslávie nastoupil v letech 1969-1974 v 6 utkáních. Na Mistrovství světa ve fotbale 1974 byl členem jugoslávské reprezentace, ale zůstal mezi náhradníky a v utkání nenastoupil.

## Ligová bilance
| Ročník                          | Zápasy | Góly | Klub                   |
| ------------------------------- | ------ | ---- | ---------------------- |
| Jugoslávská Prva liga 1963/1964 | 26     | 0    | Vardar Skopje          |
| Jugoslávská Prva liga 1964/1965 | 24     | 0/   | Vardar Skopje          |
| Jugoslávská Prva liga 1965/1966 | 27     | 0    | Vardar Skopje          |
| Jugoslávská Prva liga 1966/1967 | 29     | 0    | Vardar Skopje          |
| Jugoslávská Prva liga 1967/1968 | 30     | 1    | Crvena zvezda Bělehrad |
| Jugoslávská Prva liga 1968/1969 | 33     | 2    | Crvena zvezda Bělehrad |
| Jugoslávská Prva liga 1969/1970 | 30     | 0    | Crvena zvezda Bělehrad |
| Jugoslávská Prva liga 1970/1971 | 16     | 0    | Crvena zvezda Bělehrad |
| Jugoslávská Prva liga 1971/1972 | 23     | 0    | Crvena zvezda Bělehrad |
| Jugoslávská Prva liga 1972/1973 | 28     | 0    | Crvena zvezda Bělehrad |
| Jugoslávská Prva liga 1973/74   | 30     | 0    | Crvena zvezda Bělehrad |
| Ligue 1 1974/75                 | 25     | 3    | Troyes AC              |
| Ligue 2 1975/76                 | 30     | 0    | Paris FC               |
| Ligue 2 1976/77                 | 8      | 0    | Paris FC               |
| CELKEM 1. jugoslávská liga      | 296    | 3    |                        |
| CELKEM Ligue 1                  | 25     | 3    |                        |